# Campbells dvärghamster
Campbells dvärghamster (Phodopus campbelli) är en däggdjursart som först beskrevs av Thomas 1905.  Phodopus campbelli ingår i släktet Phodopus och familjen hamsterartade gnagare. IUCN kategoriserar arten globalt som livskraftig. Inga underarter finns listade. Arten är uppkallad efter Charles William Campbell som hittade holotypen.

## Utseende
Arten blir 80 till 103 mm lång (huvud och bål) och har en 4 till 14 mm lång svans. Några individer från vildmarken hade en genomsnittlig vikt av 23,4 g. Campbells dvärghamster har kortare öron än Phodopus sungorus samt en smalare och tydligare längsgående strimma på ryggens mitt. På läpparna och kinderna förekommer krämvit päls. Annars är ovansidan täckt av gråbrun päls. Undersidan, strupen och extremiteterna bär ljusbrun till krämfärgad päls. Liksom andra hamstrar har arten stora kindpåsar. Bakom öronen och på buken finns körtlar och vätskan används för att markera reviret. Tandformeln är I 1/1 C 0/0 P 0/0 M 3/3, alltså 16 tänder.

## Utbredning och habitat
Denna dvärghamster förekommer i stora delar av Mongoliet och i angränsande delar av norra Kina (Heilongjiang, Inre Mongoliet och Xinjiang) och ryska Sibirien. Habitatet utgörs av olika gräsmarker och halvöknar.

## Ekologi
Individerna gräver underjordiska bon med de djupaste delarna cirka en meter under markytan. De använder även lediga bon av ökenråttor av släktet Meriones. Campbells dvärghamster är främst aktiv på natten och äter frön, gröna växtdelar och några insekter. Honor parar sig mellan april och oktober 3 till 4 gångar. Efter cirka 21 dagar dräktighet föds 4 till 8 ungar per kull.
Tunnelsystemet består oftast av 4 till 6 gångar och en kammare. Campbells dvärghamster jagas bland annat av ugglor, falkfåglar och rävar. Under vanliga förhållanden finns fler honor än hannar. De senare är aktivare och faller ofta offer för olyckor. Arten håller ingen vinterdvala men den är mer känslig för låga temperaturer än Phodopus sungorus.